# Zetzwil
Zetzwil es una comuna suiza del cantón de Argovia, ubicada en el distrito de Kulm. Limita al norte con las comunas de Dürrenäsch y Leutwil, al este con Birrwil, al sureste con Reinach, al sur con Leimbach, al suroeste con Gontenschwil, y al noroeste con Oberkulm.

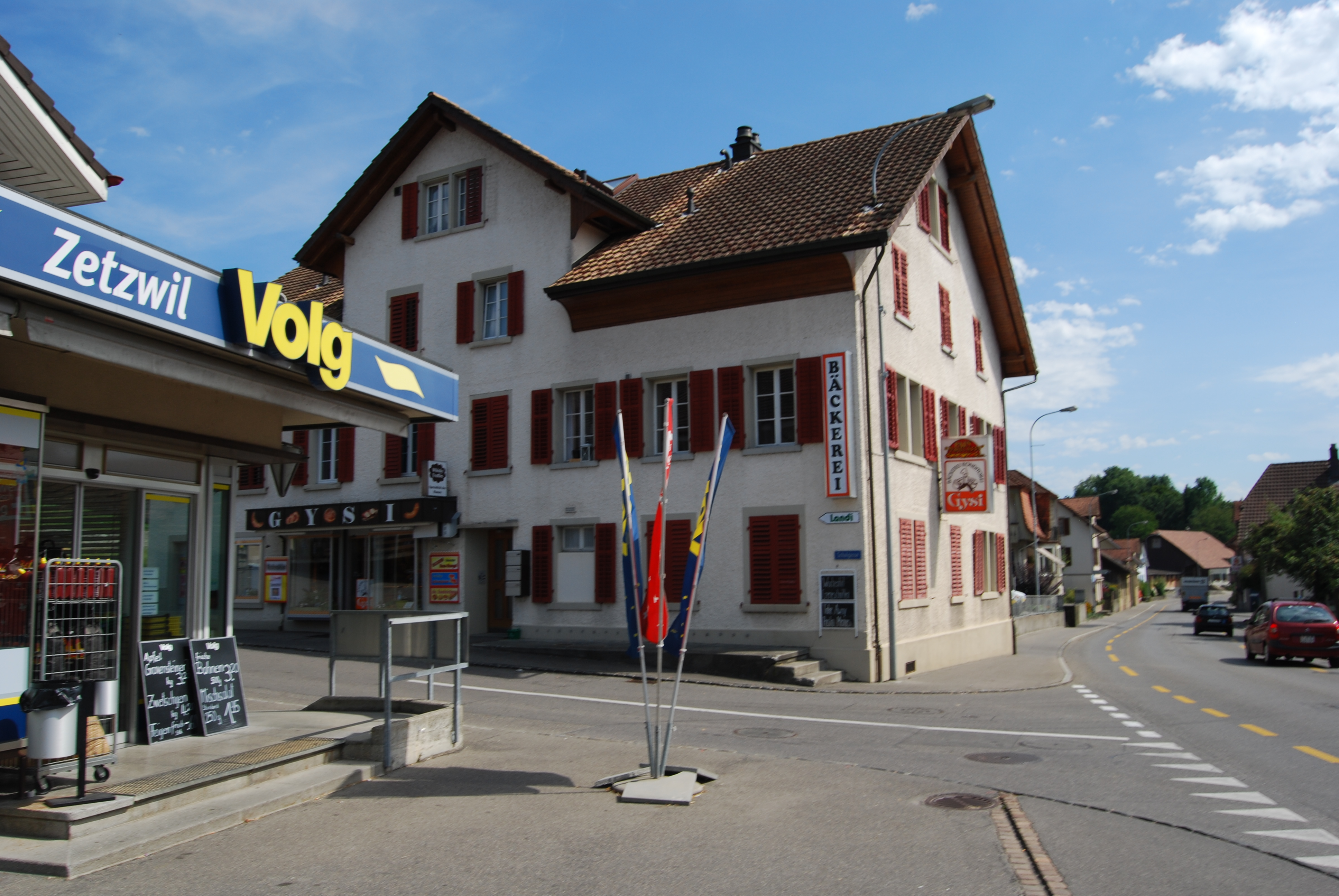
Zetzwil